# Pollimyrus guttatus
Pollimyrus guttatus és una espècie de peix de nas d'elefant de la família Mormyridae present en diverses conques hidrogràfiques a l'Àfrica, entre elles els rius Ubangui i Chari, en la zona de Batangafo. Es nativa de la República Centreafricana i Camerun. Pot arribar a una grandària aproximada de 5,1 cm.
Respecte a l'estat de conservació, es pot indicar que d'acord amb la UICN, aquesta espècie pot catalogar-se en la categoria «Dades insuficients (DD)».